# 银屿
银屿（英语：Observation Bank）位于南中国海西沙群岛永乐群岛北部，鸭公岛东北约1海里，全富岛西南4.5海里，为一小沙洲，面积0.01平方公里，海拔2米多。礁盘上有一深坑，水呈蓝黑色，水温较低，被称为“龙坑”。1935年公布名称为“观察滩”，1947年公布名称为“森屏滩”，1983年公布“银屿”为标准名称。中国渔民俗称“银峙”。
银屿现由中华人民共和国政府实际控制，行政上划归海南省三沙市西沙区管辖。岛上有渔民驻守，归属海南省三沙市西沙区永乐群岛管理委员会银屿社区居民委员会管辖。越南政府亦声称拥有其主权。